# كأس التحدي الإسكتلندي 2009–10
كأس التحدي الإسكتلندي 2009–10 (بالإنجليزية: 2009–10 Scottish Challenge Cup)‏ هو الموسم 19 من كأس التحدي الإسكتلندي ‏. أقيم خلال الفترة 25 يوليو 2009 وحتى 22 نوفمبر 2009، وأشرف على تنظيمه دوري كرة القدم الاسكتلندي، وكان عدد الأندية المشاركة فيه 30، وفاز فيه نادي دندي.